# جون غرير
جون غرير هو نحات كندي، ولد في القرن العشرين.